# Sheep Meadow
Pour les articles homonymes, voir Meadow.
 (avril 2021).
Si vous disposez d'ouvrages ou d'articles de référence ou si vous connaissez des sites web de qualité traitant du thème abordé ici, merci de compléter l'article en donnant les références utiles à sa vérifiabilité et en les liant à la section « Notes et références ».

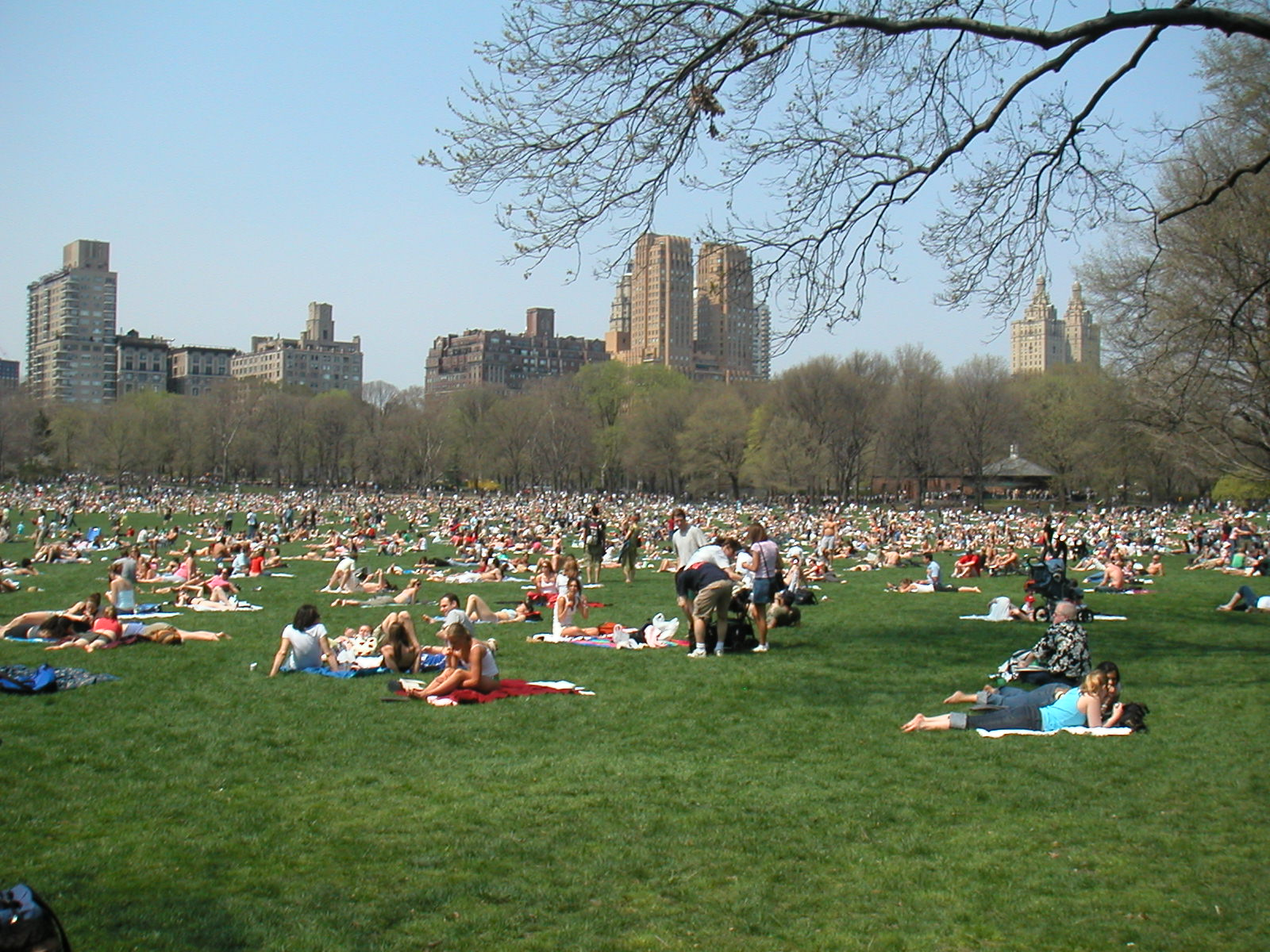
Sheep Meadow en 2004

The Sheep Meadow (le pré au mouton) est un des espaces de Central Park à New York. Son nom était justifié jusqu'en 1932, dernière année où il a été utilisé comme pâturage. Actuellement, il s'agit d'une pelouse se prêtant très bien au farniente et aux bains de soleil : les New-Yorkais l'utilisent comme une plage.